# Кристина Гессен-Эшвегская
Кристина Гессен-Эшвегская (нем. Christine von Hessen-Eschwege; 30 октября 1649, Кассель — 18 марта 1702, Беверн) — принцесса Гессенская из побочной линии Гессен-Эшвеге, в замужестве герцогиня Брауншвейг-Вольфенбюттель-Бевернская.

## Биография
Кристина — второй ребёнок в семье ландграфа Фридриха Гессен-Эшвегского, четвёртого сына ландграфа Морица Гессен-Кассельского и его второй супруги Юлианы Нассау-Дилленбургской. Мать Кристины — Элеонора Екатерина Пфальц-Цвейбрюкен-Клеебургская, сестра короля Швеции Карла X. Детство Кристины прошло в Эшвеге. После смерти отца, служившего офицером в шведской армии, в 1655 году ландграфство Гессен-Эшвеге унаследовал младший брат Фридриха Эрнст Гессен-Рейнфельсский, а вдова Элеонора Екатерина отправилась с детьми в свои владения Остерхольц под Бременом.
25 ноября 1667 года в Эшвеге Кристина Гессен-Эшвегская вышла замуж за герцога Фердинанда Альбрехта I Брауншвейг-Вольфенбюттель-Бевернского из дома Вельфов. После свадьбы молодые поселились в замке в Беверне. Фердинанд проявлял значительный интерес к культурной жизни. Например, к 30-летию супруги в Беверне открылся «Зал комедии», где состоялось специальное театральное представление. У Кристины имелась собственная небольшая библиотека, она также занималась искусством. Брак не был счастливым: супруг Кристины был болезненно ревнив, имел странности в поведении и применял к ней физическую силу. Фердинанд Альбрехт часто отправлялся в путешествия и иногда брал Кристину с собой. Они побывали в Швеции, при императорском дворе в Вене, часто бывали в Эшвеге.

## Потомки
В браке с Фердинандом Альбрехтом Кристина родила девятерых детей:
- Леопольд Карл (1670)
- Фридрих Альберт (1672—1673)
- София Элеонора (1674—1711), канонисса Гандерсгеймского монастыря
- Клаудия Элеонора (1675—1676)
- Август Фердинанд (1677—1704), генерал-майор
- Фердинанд Альбрехт II (1680—1735)
- Эрнст Фердинанд (1682—1746)
- Фердинанд Кристиан (1682—1706)
- Генрих Фердинанд (1684—1706), подполковник имперской армии, пал при осаде Турина